# Dríope (princesa)
Dríope (en griego antiguo, Δρυόπη / Dryopê) es un personaje de la mitología griega. Hija única del rey Dríope (se traduce igual, pero tiene distinta grafía en griego antiguo: Δρύοπας) era pastora y cuidaba los rebaños de su padre cerca del monte Eta.

## Etimología
Aunque tanto el nombre de este personaje como el de su padre han evolucionado a la forma castellana «Dríope», provienen de dos palabras distintas en griego antiguo: el nombre del padre es Δρύοψ (Driops); el de la hija, Δρυόπη (Dríope).

## Leyenda principal
Dríope se hizo compañera de las Hamadríades, ninfas de los árboles. Ellas le enseñaron los himnos y las danzas que agradaban a los dioses.
Apolo la vio un día bailando en medio de los coros y se enamoró de ella, acercándose a la muchacha transformado en tortuga. Las jóvenes se pusieron a jugar con la tortuga como si fuera una pelota hasta que fue a dar sobre las rodillas de Dríope, momento que Apolo aprovechó para adoptar la figura de una serpiente y unirse a ella.
Dríope regresó a casa, pero, asustada, ocultó lo sucedido. Poco después se casó con Andremón, hijo de Óxilo, dando a luz a un hijo al poco tiempo, al que pusieron de nombre Anfiso. Al crecer, Anfiso fundó una ciudad al pie del Eta, a la que puso el nombre de este monte.

## Segunda leyenda
Al ir Dríope a ofrecer un sacrificio a las Hamadríades, sus antiguas compañeras, en un templo dedicado a Apolo y construido por Anfiso, ellas la raptaron y la unieron a su grupo. En el lugar del rapto se alzó un gran álamo, y brotó un manantial del suelo.

## Versión de Ovidio

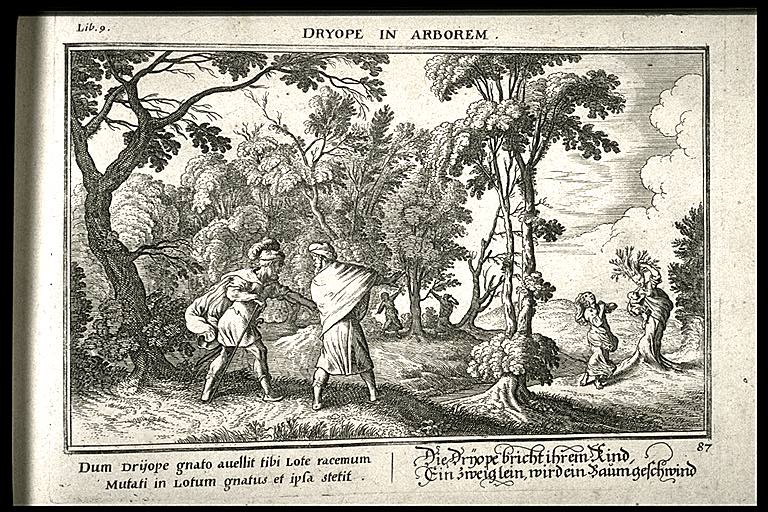
Ilustración de una edición de Las metamorfosis: Dríope transformada en loto.

La versión que ofrece Ovidio en Las metamorfosis es distinta: 
Siendo niño Anfiso, Dríope se fue al monte, cerca de  un lago de aguas cristalinas con la intención de hacer un sacrificio en honor a las ninfas. Sin embargo, cegada por un árbol de brillantes flores, arrancó algunas para llevárselas a su hijo. Pero el árbol era la ninfa Lotis, quien se enojó y transformó a Dríope en otro árbol semejante. Unas muchachas que contaron lo sucedido fueron transformadas en pinos por indiscretas.

## Dríope en la Eneida
En la Eneida, Virgilio hace mención de una ninfa llamada Dríope que fue amada por Fauno.